# Dubai International Airport
Dubai International Airport (arabisk: مطار دبي الدولي; tr. Maṭār Dubayy al-Duwalī) (IATA: DXB, ICAO: OMDB) er en international lufthavn i Al Garhoud-distriktet, 4 km sydøst for Dubai, den største by i De Forenede Arabiske Emirater. I 2009 ekspederede den 40.900.000 passagerer.

## Historie
Lufthavnen blev i 1959 beordret bygget af Emir og Emiratet Dubais hersker, Sheik Rashid bin Saeed Al Maktoum, og allerede året efter åbnede lufthavnen. Den var første lufthavn i verden, hvor underlaget på den 1800 m lange landingsbane bestod af stampet sand, hvor et Douglas DC-3 fly kunne lande.
I dag har flyselskabet Emirates hovedsæde og Hub i lufthavnen. Selskabet betjener 60% af lufthavnens samlede passagerer, og det står for 38% af flybevægelserne i Dubai International Airport.
Dubai International Airport blev i 2010 suppleret af Al Maktoum International Airport.